# Jakob Zeller

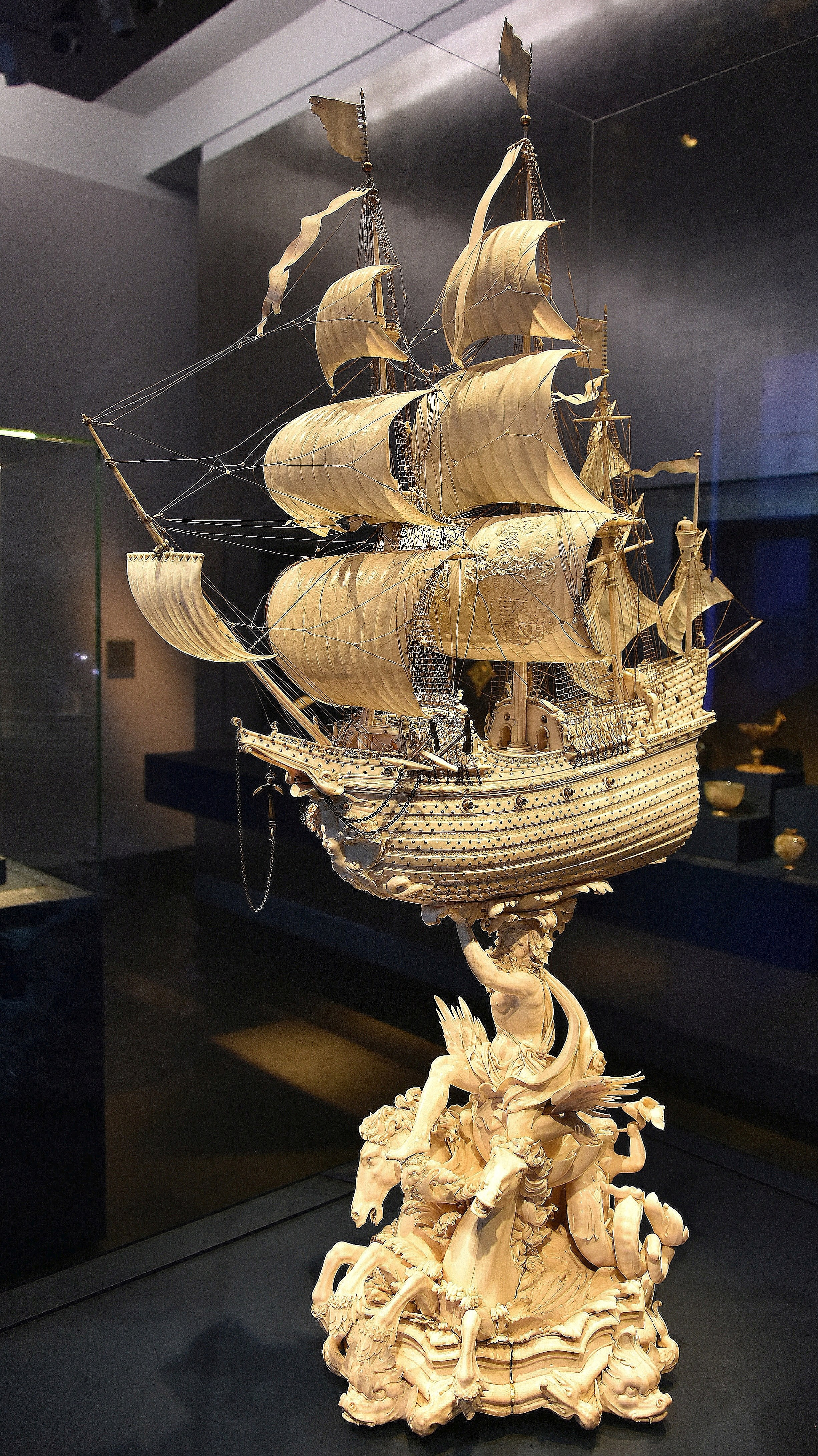
Jakob Zeller (1581-1620) Ivoren fregat gedragen door Neptunus (Dresden 1620) Grünes Gewölbe Dresden 21-10-2018

Jakob Zeller (Regensburg, december 1581 - Dresden, 28 december 1620), geboren als Philipp Jakob Zeller, was een Duits beeldhouwer, kunstdraaier en ivoorsnijder.

## Leven
Jakob Zeller was de zoon van Pankraz Zeller. Zijn vader werkte sinds 1583 in Dresden als kunstdraaier aan het Saksische hof. Via Freiburg kwam Jakob Zeller in Dresden aan en vanaf 18 september 1610 was hij eveneens werkzaam voor datzelfde Saksische hof. In die tijd waren gedraaide figuren en kleine beeldhouwwerken erg in trek. Hij maakte een groot aantal kunstvoorwerpen van hoge kwaliteit, waarvan de inventaris van de kunstkamer, het Grünes Gewölbe in Dresden nog drieëntwintig werken vermeldt. Het beroemdste is waarschijnlijk een pronkstuk van meer dan een meter hoog in de collecties van Dresden. In het Grünes Gewölbe in Dresden zijn onder andere een in miniatuursnijwerk uitgevoerde hanger met het portret van de keurvorst Johann Georg I en een groot ivoren fregat, gedragen door Neptunus, tentoongesteld. Zeller verkreeg het burgerschap van Dresden op 10 juli 1619.

## Werk (selectie)
- 1610: Gedraaid ivoren bokaal versierd met Perseus, op een gevleugeld ros, die vecht met een zeemonster, collectie van het Zweedse Koninklijk Huis.
- 1613: Ivoren bokaal met de sater onderaan en de Sint-Jorisgroep versierd met een dierenfries rondom, Staatliche Kunstsammlungen Dresden.
- 1614: Uit ivoor gesneden kruisbeeld en een drinkbeker met vele kleine versieringen, sommige nog verguld, naar de Kurfürstlichen Raritätenkammer (Grünes Gewölbe) Staatliche Kunstsammlungen Dresden.
- 1620: Neptunus met een groot ivoren fregat. Grünes Gewölbe, Staatliche Kunstsammlungen Dresden Inventarisnummer: II 107. Een speciale postzegel werd uitgegeven door Deutsche Post (serie: Schätze aus deutschen Museen, waarde: 145 cent, datum van uitgifte: 7 april 2016).[1]